# Николче Новески
Николче Новески (Битољ, 28. април 1979) је бивши северномакедонски фудбалски репрезентативац.
Новески је почео каријеру у Ханзи Росток. После преласка у први тим у сезони 1998/1999. и само једне одигране утакмице у бундеслиги, 2001. Новески је прешао у регионалну лигу и играо три сезоне у Ерцгебирге Ауе. 2004. је поново прешао у Бундеслигу у Мајнц 05.
За Фудбалску репрезентације Македоније дебитовао је у Скопљу 17. августа 2005. у квалификацијама за Светско првенство 2006. на утакмици са Финском која је завршена резултатом 3:0 за Финску. До данас (15. фебруара) за репрезентацију је одиграо 21 утакмицу и постигао 3 гола.

## Успјеси
- 11. мјесто у бундеслиги у сезони 2004/2005.

## Занимљивости
У сезони 2005/2006. је остварио, као пети играч у историји Бундеслиге, дупли ауто-гол. Поред тога, постигао је и један гол „на праву страну”. Утакмица Ајнтрахт Франкфурт-Мајнц 05 је завршена резултатом од 2:2.